# Cormac de Barra
Pour les articles homonymes, voir Barra.
Cormac de Barra, né en 1972 à Dublin, est un musicien traditionnel irlandais, harpiste, chanteur et membre du groupe musical de Moya Brennan. Il est également présentateur à la télévision de langue irlandaise TG4.
Outre sa victoire au Féis Ceoil Harp Competition en 1989, qu'il nomme son premier succès, il a joué, à 17 ans, pour l'empereur du Japon, participé au Fringe Festival d'Édimbourg avec Hazel O'Connor, et enregistré son premier CD, Barcó, en 2003.

## Biographie
Cormac de Barra est né à Dublin, dans une famille de musiciens et de chanteurs originaire du comté de Cork. Il étudie la harpe celtique dès l'âge de dix ans avec sa grand-mère, Róisín Ní Shé, à Dublin, ainsi que la harpe à pédales (également appelée en anglais concert harp) avec Leone Paulson, aux Ètats-Unis.
Cormac de Barra commence sa carrière professionnelle en tant que harpiste, à dix-sept ans, lors d'un séjour de six mois à Osaka (Japon) au cours duquel il se produit au sein de la délégation irlandaise pour l'exposition universelle de 1970. Durant cette tournée, il joue en présence d'Akihito, empereur du Japon, et de Michiko Shōda, impératrice, dans leur palais d'Akasaka, près de Tokyo. Seamus Heaney, prix Nobel de littérature en 1995, assiste également à ce récital.
Il remporte le titre de All-Ireland Fleadh Championship en 1990.
Il se produit également durant l'exposition universelle de 1992, à Séville (Espagne).
À partir de 1993, il effectue des tournées, en particulier avec la harpiste Anne-Marie O'Farrell, et comme artiste soliste, trouvant également le temps de figurer dans la pièce de William Butler Yeats, The Cúchulain Cycle, au théâtre de Dublin et, en tant que directeur musical, de participer à la production de Playboy of the Western World, à l'Ambassador Cinema (en) de Dublin.
Il fait également partie, à partir de 1998, de la tournée (Royaume-Uni, États-Unis et Australie) d'Hazel O'Connor, pour son spectacle autobiographique Beyond Breaking Glass. Cormac de Barra a également joué avec The Chieftains, la harpiste Cathy Jordan (Dervish), Liam Ó Maonlaí (en), ainsi qu'avec ses frères Fionán et Éamonn. Il enregistre également avec Galldubh, Moya Brennan et Brian Kennedy pour ne citer qu'eux.
En parallèle de sa vie d'artiste musicien, Cormac de Barra assure la présentation de la série sur la musique irlandaise traditionnelle, Flosc, sur TG4, le canal en gaélique irlandais. Cette série a été récompensée du titre de meilleure série musicale de l'année en 2002 par le magazine Irish Music. Il est également le présentateur de la série artistique Imeall sur TG4.
En 2003, il rejoint son frère Fionán dans le Moya Brennan's band. En 2007, ils font tous les deux partie de l'événement de réunification de la famille Moya, au sein du désormais fameux Clannad. Depuis 2009, il se produit avec Julie Feeney (en).
Cormac de Barra fait également partie du trio familial, Barcó, avec ses frères Fionán and Éamonn. Leurs enregistrements incluent le CD Barcó, le duo de harpes avec Anne-Marie O'Farrell, et Music of Great Irish Houses, pour flûte et harpe, avec Karin Leitner.
Il a également enregistré un CD avec Máire Breatnach au fiddle et à l'alto, ainsi qu'avec le chanteur-compositeur Ashley Davis.

## Discographie
Albums enregistrés en studio :
- Barcó (2003) ;
- Double Strung, avec Anne-Marie O'Farrell (2005) ;
- Music of Great Irish Houses, avec Karin Leitner (2007) ;
- Tarraing Téad - Pulling Strings, avec Máire Breatnach (2010) ;
- My Match Is A Makin', avec Moya Brennan (2010).

Albums enregistrés en public :
avec Hazel O'Connor
- Beyond Breaking Glass (2000) ;
- Acoustically Yours (2002) ;
- Hidden Heart (2005).

avec Moya Brennan
- Óró - A Live Session (2005) ;
- An Irish Christmas (2005 et 2006) ;
- Signature (2006) ;
- Signature (Special Tour Edition) (2007) ;
- Heart Strings (2008) ;
- My Match Is A Makin'  (2010).
- Voices and Harps (2011) avec  Maire Ni Bhraonain (= Moya Brennan), chanteuse du groupe Clannad
- Affinity (Voices and Harps) 2013) avec Maire Ni Bhraonain (= Moya Brennan), chanteuse du groupe Clannad

autres
- Down By the Sea, Ashley Davis (2010) ;
- Red Sails In The Sunset  (chant n°2), avec Brian Kennedy (2005) ;
- Songs for a Celtic Winter, Ashley Davis (2012).